# Kurodova normální forma
Kurodova normální forma je tvar formální gramatiky, ve které jsou všechna odvozovací pravidla tvaru:
AB → CD
A → BC
A → B
A → a
kde A, B, C a D jsou neterminální symboly, a je terminální symbol. Někteří autoři nepřipouštějí pravidla tvaru A → B.
Pro gramatiky tohoto tvaru používal Sige-Yuki Kuroda a několik dalších autorů původně název lineární omezená gramatika (anglicky linear bounded grammar).

## Vlastnosti
Každá gramatika v Kurodově normální formě je monotonní a proto generuje kontextový jazyk. Naopak každý kontextový jazyk, který neobsahuje prázdný řetězec, lze generovat gramatikou v Kurodově normální formě
György Révész popsal jednoduchý způsob transformace gramatiky v Kurodově formě na Chomského kontextovou gramatiku: Pravidla tvaru AB → CD jsou nahrazena čtyřmi kontextovými pravidly AB → AZ, AZ → WZ, WZ → WD a WD → CD. Tímto způsobem lze dokázat, že každá monotónní gramatika je kontextová.

## Příbuzné normální formy

### Kurodova normální forma pro obecné gramatiky
Pro obecné frazové gramatiky existuje podobná normální forma, kterou někteří autoři nazývají také „Kurodova normální forma“:
AB → CD
A → BC
A → a
A → ε
kde ε je prázdný řetězec. Každá obecná frazová gramatika je slabě ekvivalentní s gramatikou tohoto tvaru.

### Kurodova normální forma pro bezkontextové gramatiky
Gramatika v Kurodově normální formě neobsahující pravidla tvaru AB → CD generuje bezkontextové jazyky.

### Penttonenova normální forma
Speciálním případem Kurodovy normální formy pro obecné frazové gramatiky (pokud v prvním pravidle výše je A = C) je Penttonenova normální forma

### Jednostranná normální forma
Speciální případ Kurodovy normální formy pro kontextové gramatiky nazývá Martti Penttonen jednostranná normální forma (anglicky one-sided normal form), která obsahuje pouze pravidla následujících tvarů:
AB → AD
A → BC
A → a
Jak napovídá jméno, pro každou kontextovou gramatiku existuje slabě ekvivalentní jednostranná (Penttonenova) normální forma.